# 황병기
황병기(黃秉冀, 1936년 5월 31일~2018년 1월 31일)는 국악 작곡가이자 가야금 연주가이다. 본관은 우주(紆州)이다.

## 생애
황병기는 1936년 경성부에서 독자로 출생하였다. 재동초등학교를 졸업하고 경기고등학교와 서울대학교 법과대학 법학과를 졸업하였다.
중학교 3학년 때인 1951년 부산 피난시절 가야금을 배우기 시작하여 경기고등학교 시절에 국립국악원에서 가야금 명인인 김영윤, 김윤덕, 심상건을 사사하였다. 당시 서울대 법대 학생이며 남학생으로는 특별하게 대학 2학년 때 KBS 주최 전국 국악 콩쿠르에서 1등을 하면서 음악계의 주목을 받았다. 1959년 서울대학교 법대를 졸업한 후 1963년까지 서울대학교 음대 국악과에서 가야금을 가르쳤다. 2000년 2월에는 단국대학교에서 명예 음악학 박사 학위를 받았다.
1974년부터 2001년까지 이화여자대학교 음악대학 한국음악과 교수로 활동하면서 배출한 제자로 동국대학교 교수 윤소희, 단국대학교 교수 서원숙, 숙명여대 교수 김일륜, 이화여대 교수 곽은아, 서울대학교 교수 이지영, 서울대학교 강사 지애리, 목원대학교 겸임교수 이정자, 이화여대 강사 조윤정, 정순희, 대구예술대학 강사 이미경, 숙명여대 강사 이영신, 수원여대 강사 박지영 등이 있다. 이화여대 재직시 개인적으로 지도한 제자로는 인간문화재 양승희, 이화여대 교수 문재숙, 서원대학교 교수 박현숙, 추계예술대학 교수 이효분, 전남대학교 교수 성애순 등이 있다.
1985년부터 1986년까지 미국 하버드 대학교에 객원교수로 지냈다. 1986년에는 뉴욕 카네기홀에서 가야금 독주회를 열기도 했다.
2001년부터 한국예술종합학교 전통예술원 겸임교수로 활동하였으며, 2002년에는 연세대학교에서 특별초빙교수로 역임했다. 이후 국립국악관현악단 예술감독으로 활동을 했으며, 대한민국예술원 회원이었다.
2018년 1월 31일 항년 81세에 폐렴으로 별세했다.

## 음악활동
1963년에는 Alan Hovhaness 작곡 「가야금과 스트링 오케스트라를 위한 교향곡 제16번」을 남산 KBS홀에서 호바네스의 지휘 아래 KBS교향악단과 함께 초연을 했다.
1964년 국립국악원 최초의 해외공연이었던 일본 요미우리 신문사 초청 일본 순회공연에 가야금 독주자로 참가하고 공연 후 NHK에 단독 출연하기도 했다.
1965년 4월 22일-5월 2일에 미국 하와이주 호놀룰루에서 열린 '금세기 음악 예술제(Festival of Music and Art of This Century)에 초청되어 작곡 발표 및 가야금 연주를 했다. 최초의 독집 음반(LP)  Music From Korea: The Kayagum』(East-West Center Press) 취입하기도 했으며, 6월-8월 워싱턴 대학교에서 하계 학기 강사로 한국음악을 강의했다. 샌프랜시스코, 로스앤젤리스, 시애틀에서 가야금 독주회를 열었고, 샌프랜시스코 하계음악제에서 Lou Harrison 작곡의 「Pacific Rondo」를 연주했다. '미국의 소리' 방송에 출연하기도 했다.
1965년 공보부 제정 '국악상'과 '문화표창장'을 받았다.
1974년부터 《침향무(沈香舞)》외에 2007년 5번째 앨범인 《달하 노피곰》을 작곡 및 발매한 후 활발한 창작활동을 했다.

가야금곡 〈미궁〉(1975)은 그의 대표작으로, 현대 음악 기법으로 작곡되었다. 2000년대 초반에 ‘세 번 들으면 죽는다’는 루머와 함께 퍼져서 ‘무서운 곡’으로 세간에 회자되기도 했으며, 게임 화이트데이의 배경음악으로 쓰이기도 했다.

## 학력
- 재동초등학교 졸업
- 경기중학교 졸업
- 경기고등학교 졸업
- 1959년 서울대학교 법과대학 법학과 학사 졸업

### 비학위 수료
- 1951년 국립국악원에서 가야금 수업

### 명예 박사 학위
- 2000년 2월 단국대학교 명예 음악학 박사[6]

## 경력
- 1959년~1963년 서울대학교 음악대학 강사
- 1965년 미국 워싱턴주립대학교 강사
- 1968년 이화여자대학교 강사
- 1973년 문화재전문위원회 위원
- 1974년~1980년 이화여자대학교 음악대학 부교수
- 1980년 이화여자대학교 음악대학 한국음악과 교수
- 1986년 미국 하버드대 객원교수
- 1990년 서울90송년통일음악회 집행위원회 위원장
- 1999년 3월 유니세프 문화예술인클럽 회장
- 2001년~ 이화여자대학교 명예교수
- 2001년 한국예술종합학교 전통문화원 겸임교수
- 2002년 연세대학교 특별초빙교수
- 2006년 2월~ 국립국악관현악단 예술감독
- 2009년 12월~ 대한민국예술원 부회장

## 수상
- 2001년 예술평론가 협회상
- 2001년 제15회 예총 예술문화상 음악부문 대상
- 2003년 은관문화훈장
- 2003년 제10회 방일영국악상
- 2004년 호암상 예술상
- 2006년 제51회 대한민국예술원상 음악부문
- 2006년 제4회 타워상 전통예술부문

## 가족
- 아버지 황태문의 고향은 전라북도 옥구군(現 군산시)이며, 선대 시묘(侍墓)가 전라북도에 있다. 아버지 황태문은 우주 황씨 전국중앙종친회 초대회장을 지냈다.
- 1962년 5년 연상의 소설가 한말숙과 결혼했다. 한말숙은 소설가 박완서와 경성 숙명여자고등보통학교 동창이며 박완서와 한말숙의 숙명여고보 시절 은사는 소설가 박노갑(朴魯甲, 1905년~1951년, 아호는 도촌(島村))이다.
- 슬하 2남 2녀를 두었다. 장남은 세계적 수학자인 황준묵 고등과학원 수학부 석좌교수이고, 차남은 고등과학원 계산과학부 교수로 재직 중인 물리학자 황원묵이다.

- 황태문(부)
- 황혜경(장녀)
- 황준묵(장남)
- 황수경(차녀)
- 황원묵(차남)
- 한석명(장인)
- 장숙명(장모)
- 한복(손윗처남)
- 한무숙(처형)
- 김진흥(윗동서)

## 앨범
- Vol.1: 《침향무 (沈香舞, Chimhyang-moo)》(1974)
- Vol.2: 《비단길 (The Silk Road)》(1977)
- Vol.3: 《미궁 (迷宮, The Labyrinth)》(1979)
- Vol.4: 《춘설(春雪, Spring Snow)》(1997)
- Vol.5: 《달하 노피곰(Darha Nopigom)》(2007)

## 저서
- 에세이집 《깊은 밤, 그 가야금 소리》(도서출판 풀빛, 1994년) ISBN 89-7474-703-0
- 나효신 저 《황병기와의 대화》(도서출판 풀빛, 2001년)

## 같이 보기
- 한무숙
- 박완서
- 황준묵